# Dominique Lefebvre (banquier)
Pour les articles homonymes, voir Dominique Lefèvre (homonymie) et Lefèvre.
Dominique, Jean, Marie Lefebvre, né le 27 octobre 1961 à Jouy (Eure-et-Loir) est exploitant agricole, président de Crédit agricole SA, de SAS Rue La Boétie et est membre du Bureau de la Fédération nationale du Crédit agricole (FNCA).

## Formation
Élève à l'établissement catholique privé Institution Notre-Dame de Chartres, il est diplômé du brevet de technicien supérieur agricole avec une spécialisation en production végétale à l'école des Établières à La Roche-sur-Yon (Vendée).[réf. nécessaire]
À 20 ans, il reprend l'exploitation familiale en tant qu'agriculteur céréalier en Beauce sur une ferme de 150 hectares près de Chartres, et occupe plusieurs postes à responsabilités dans des organisations professionnelles agricoles : administrateur puis président au sein du syndicat Jeunes agriculteurs.

## Carrière au Crédit agricole
Il rejoint dans un premier temps le Crédit agricole en tant que sociétaire. En 1992, il devient président du Crédit agricole de la Beauce et du Perche et en 1995, président du Crédit agricole Val de France.
En 2004, il est nommé membre du bureau de la FNCA, s'impliquant ainsi davantage au sein du groupe. Après avoir été promu administrateur de Crédit agricole SA en 2007, il devient le vice-président de la FNCA en 2008 puis président en 2010. Considérant qu'il s'agissait plus d'un "changement de vie, pas de métier", il se déclare avant tout "exploitant agricole".
En 2013, il est élu président de la Confédération nationale de la mutualité, de la coopération et du crédit agricoles (CNMCCA), succédant à Gérard Pelhâte.
Très vite, il travaille avec Philippe Brassac, à redresser le groupe bancaire après plusieurs années financièrement difficiles.
En parallèle, ils mettent en place un projet baptisé "ROC" : réorganisation de l'organe central, dont le but est de modifier la structure de partage des pouvoirs au sein du groupe. Le projet n'est pas instauré faute d'aval de la Banque centrale européenne. Ils gardent néanmoins ce cap et Dominique Lefebvre déclare même qu'il en fait "un des objectifs de son mandat",.
Fin novembre 2015, il est élu président de Crédit agricole SA, l'entité cotée du groupe bancaire.
Considéré comme posé et calme, il est décrit comme un "rassembleur" dans un groupe à l'organisation "atypique",.

## Autres mandats
Outre ses fonctions de président du Crédit agricole SA, Dominique Lefebvre est président de la Fédération Nationale du Crédit agricole et de la SAS Rue La Boétie, entreprise actionnaire majoritaire de CASA. Il est également membre du Conseil de l'agriculture française et président de la Commission Finances de la Chambre d'agriculture d'Eure-et-Loir.

## Distinctions
- Officier du mérite agricole[9]